# Vladímir Bobrovski
Vladímir Semiónovich Bobrovski (ruso: Владимир Семёнович Бобровский) (Bélgorod, Imperio Ruso, 15 de octubre de 1873-Moscú, Unión Soviética, 30 de marzo de 1924) fue un político comunista ruso, activo revolucionario marxista y miembro de la facción bolchevique del Partido Obrero Socialdemócrata de Rusia.
Los pseudónimos utilizados en la clandestinidad por Bobrovski fueron, entre otros: 'Yefrem' (Ефрем), 'Margarita' (Маргарита), 'Fiódor' (Фёдор), y 'Petrov' (Петров). 
Su esposa fue la también militante bolchevique Cecilia Bobrovskaya. 

## Biografía

### Primeros años
Vladímir Semiónovich Bobrovskinació el 15 de octubre de 1873 en la ciudad de Bélgorod, en la entonces Gobernación de Kursk del Imperio Ruso (actualmente en la zona sudoccidental del Óblast de Bélgorod de la Federación Rusa). Asistió a la Realschule de Nizhni Nóvgorod, graduándose en el instituto de veterinaria de Járkov en 1898.

### Militancia clandestina
Bobrovski se implicó en el movimiento socialista ruso durante sus años de estudiante en Járkov y, en el otoño de 1898, estableció conexiones con un grupo socialdemócrata de Moscú afiliado con los futuros mencheviques Cherevanin y Avílov, a través de un ingeniero llamado Shomet. Detenido el 20 de enero de 1900 con este grupo, Bobrovsky permaneció encarcelado hasta marzo.
Permaneciendo bajo la vigilancia de la policía de Járkov tras su liberación, Bobrovski fue de nuevo arrestado en noviembre de 1900. Encarcelado una vez más, permaneció bajo custodia hasta febrero de 1901, tras lo que se unió al comité de Kiev del Partido Obrero Socialdemócrata de Rusia (POSDR). Trasladado a Moscú para evitar a las autoridades de Kiev, fue nuevamente detenido en febrero y enviado a Kiev para ser juzgado junto a otros socialistas asociados con el periódico político Iskra y el grupo del partido en Kiev, pero tras meses de encarcelamiento tuvieron éxito en evadirse al extranjero a través de una fuga llevada a cabo por once activistas. Se vinculó a la facción bolchevique del POSDR tras la escisión interna de 1903, permaneciendo en contacto con los bolcheviques durante su periodo en el extranjero en Ginebra (Suiza) tras la fuga de la cárcel.
Bobrovski regresó a Rusia con el objeto de llevar a cabo trabajo para los bolcheviques en Tiflis en 1904 bajo la falsa identidad de Nikolái Ivánovich Golovanov, donde trabajó junto a Iósif Stalin, Mijaíl Tskhakaya y otros, como miembro de la organización del POSDR en el Cáucaso. En el Cáucaso, como en todas partes, los bolcheviques usaban un sistema de cifrado para mantener el secreto de las comunicaciones internas del partido: la frase de treinta y cuatro letras Южно-американские штаты (Estados sudamericanos) era el algoritmo criptográfico individual de Bobrovski.
En el otoño de 1904, Bobrovsky abandonó Tiflis para llevar a cabo trabajo del partido en Bakú y tomó parte en la organización de huelguistas durante el invierno. Nuevamente hizo frente a una detención por difundir propaganda comunista, ante lo que Bobrovski dio a la policía un nombre falso, siendo liberado de prisión en septiembre de 1905. Sujeto a la condena adicional de cinco años de deportación (fue enviado a la ciudad norteña de Arcángel en lugar de a Siberia como resultado de las circunstancias excepcionales de la Guerra Ruso-Japonesa de 1904-1905), Bobrovski fue liberado por un grupo de obreros que se manifestaban en Rostov durante el trayecto e inmediatamente se trasladó para unirse a los bolcheviques de Moscú.
Tras otro arresto seguido de deportación, Bobrovsky llegó a Kostromá y acabó por liderar los esfuerzos locales de propaganda bolchevique y organización de comités campesinos. En 1907 tomó parte en la organización de las imprentas para la distribución de literatura marxista ilegal en Ivánovo-Voznesensk. Su salud, ya debilitada por los numerosos periodos de prisión, comenzó a declinar notablemente después de que él y otros manifestantes reprimidos durante el Primero de Mayo fueran atacados y sometidos a latigazos.
Nuevamente detenido por las autoridades en Moscú, Bobrovski afrontó otra condena de represión política a través del encarcelamiento, la deportación y la vigilancia policial, aunque se le permitió posteriormente fijar su residencia en Moscú. Bobrovski permaneció en contacto con los bolcheviques y tomó parte en la organización de un periódico legal, Rabochiy Trud, en 1914.

### Guerra y revolución
Al igual que Vladímir Lenin y otros miembros de la corriente bolchevique, Bobrovsky asumió una posición internacionalista ante las hostilidades entre los poderes imperialista europeos durante la Primera Guerra Mundial, argumentando que ningún movimiento marxista podría prestar apoyo creíble a un devastador conflicto inter-capitalista. No obstante, fue movilizado por el Ejército Imperial Ruso como doctor veterinario en el frente interior.
Bobrovsky utilizó la situación para usar su proximidad a los soldados conscriptos rusos expandiendo la propaganda marxista y la causa bolchevique entre ellos en Sérpujov en 1915-1917. Tras la Revolución de Febrero de 1917 fue elegido representante de las tropas en el sóviet de soldados, cuyo periódico también editó tras ayudar a organizar su producción en mayo de 1917.
Mientras persistía la participación rusa en la Primera Guerra Mundial ante la subida al poder de Aleksandr Kerenski como presidente del Gobierno Provisional tras el derrocamiento del zar Nicolás II, Bobrovsky fue trasladado a trabajar como veterinario militar a Moscú. Tras la caída del Gobierno Kerenski en la Revolución de Octubre de 1917, Bobrovsky participó en un sóviet de control obrero, llevando a cabo trabajo administrativo como supervisor de los mataderos de la ciudad, y trabajó en el subcomité de veterinaria del sóviet de Moscú, en la división de sanatorios del Departamento de Sanidad de Moscú, y en el Directorio Central de Veterinaria de la comisaría del Pueblo de Agricultura, antes de asumir un papel ejecutivo en el Instituto Estatal de Periodismo a comienzos de 1924.
Bobrovsky falleció en Moscú el 30 de marzo de 1924.